# Otiothops pilleus
Otiothops pilleus là một loài nhện trong họ Palpimanidae. Loài này được phát hiện ở Brasil.